# Tedania
Tedania är ett släkte av svampdjur. Tedania ingår i familjen Tedaniidae.

## Dottertaxa tillTedania, i alfabetisk ordning[1]
- Tedania anhelans
- Tedania aspera
- Tedania assabensis
- Tedania battershilli
- Tedania birhaphidora
- Tedania bispinata
- Tedania brasiliensis
- Tedania brevispiculata
- Tedania brondstedi
- Tedania charcoti
- Tedania commixta
- Tedania conica
- Tedania connectens
- Tedania coralliophila
- Tedania dirhaphis
- Tedania diversirhaphidiophora
- Tedania elegans
- Tedania ferrolensis
- Tedania fibrosa
- Tedania flexistrongyla
- Tedania fragilis
- Tedania galapagensis
- Tedania gracilis
- Tedania gurjanovae
- Tedania ignis
- Tedania inermis
- Tedania infundibuliformis
- Tedania kagalaskai
- Tedania klausi
- Tedania lanceta
- Tedania levigotylota
- Tedania macrodactyla
- Tedania massa
- Tedania meandrica
- Tedania microrhaphidophora
- Tedania mucosa
- Tedania obscurata
- Tedania oligostyla
- Tedania oxeata
- Tedania palola
- Tedania panis
- Tedania patagonica
- Tedania phacellina
- Tedania pilarriosae
- Tedania placentaeformis
- Tedania polytyla
- Tedania purpurescens
- Tedania reticulata
- Tedania rhoi
- Tedania rubicunda
- Tedania rudis
- Tedania sansibarensis
- Tedania sarai
- Tedania scotiae
- Tedania spinata
- Tedania spinostylota
- Tedania strongyla
- Tedania strongylostyla
- Tedania stylonychaeta
- Tedania suctoria
- Tedania tenuicapitata
- Tedania tepitootehenuaensis
- Tedania toxicalis
- Tedania trirhaphis
- Tedania tubulifera
- Tedania turbinata
- Tedania urgorrii
- Tedania vanhoeffeni
- Tedania verrucosa
- Tedania vulcani